# Сянь Вень-ді (Північна Вей)
Сянь Вень-ді (кит. трад.: 魏獻文帝; піньїнь: Xianwendi, 454-476) — 6-й імператор Північної Вей у 465—471 роках. Храмове ім'я Сяньцзу.

## Життєпис
Був старшим сином імператора Вень-чен-ді та наложниці Лі (в подальшому отримала посаду імператриці). При народженні отримав ім'я Хун (тому іноді називають його Тоба Хуном I). У 456 році Хуна оголошено було спадкоємцем трону, а його матері було наказано здійснити самогубство (за традицією Північної Вей).
У 465 році після смерті батька стає імператором під ім'ям Сянь вень-ді. Втім фактичну владу перебрав сановник І Хунь, що прийняв на себе ченсян (на кшталт канцлера). Він знищив низку чиновників та військовиків.
У 466 році імператриця-удовиця Фен влаштувала заколот, в результаті чого І Хуня було страчено, а новим регентом стала Фен. Незабаром він став готувати змову з метою повалення імператора і захоплення влади. Імператриці Фен стало відомо про це, і вона згуртувала навколо себе сили, які протистояли канцлеру і його намірам. І Хуня було схоплено і вбито, після чого контроль за політичними справами перейшов в руки імператриці.
В цей час у 467 році війська Північної Вей захопили долину річки Хуанхе. Того ж року було завдано сутєвої поразки монгольському племені в області оз. Кукунор. У 469 році остаточно підкорено півострів Шаньдун.
У 470 році було розкрито значні корупційні дії, що здійснювали представники впливового роду Лі (родичів коханця імператриці Фе — Лі Ї) — Лі Фу та Лі Сіня. За наполяганням імператора Сянь вень-ді їх було страчено. Це викликало невдовалення Фен, яка стала готувати повалення імператора.
В 471 році, коли Сянь-вень-ді підріс і міг претендувати на самостійне керування країною, мачуха примусила його зректися престолу на користь його первістка — Хуна (ієрогліф «хун» в його імені має інше накреслення, ніж в імені його батька але читається так само). До того мав намір передати трон стрийку Тоба Цзітую, але імператорська рада не схвалила цього. Зреченю імператора також сприяла його прихильність буддизму.
Він перейшов до монастиря, але продовжував цікавитися державними справами. Водночас імператриця-удова Фен планувала помститися йому. Зрештою у 476 році колишнього імператора було вбито: за різними версіями отруєно або задушено.

## Девізи правління
- Тянь'ань (天安) 466-467
- Хуансін (皇興) 467-471